# Liste der Ländervorwahlen
Liste der internationalen Vorwahlnummern im Telefonnetz.

Internationale Telefonvorwahlen:
Zone 1 (Nordamerikanischer Nummerierungsplan)
Zone 2 (Afrika, Atlantikinseln und Inseln im Indischen Ozean)
Zone 3 (West-, Süd- und Osteuropa)
Zone 4 (Nord- und Zentraleuropa)
Zone 5 (Mexiko, Zentralamerika und Südamerika)
Zone 6 (Südostasien und Ozeanien)
Zone 7 (Russland und benachbarte Gebiete)
Zone 8 (Ostasien und Sondernummern)
Zone 9 (West-, Zentral- und Südasien, Naher Osten)

## Nach Zonen sortiert

### Zone 1:Nordamerikanischer Nummerierungsplan(NANP)
Die USA, Kanada und mehrere Länder in der Karibik sind im NANP zusammengefasst und haben die gemeinsame Ländervorwahl +1. Nummern innerhalb des NANP beginnen mit einer dreistelligen Regionalvorwahl (area code, numbering plan area, NPA). Große Länder sind in mehrere NPAs aufgeteilt. Sehr kleine Länder können durch eine einzige NPA erschlossen werden. Die folgenden Vorwahlen sind ausgewählte Regionalvorwahlen innerhalb des NANP.
- +1 XXX –  Vereinigte Staaten
- +1 XXX –  Kanada
- +1 242 –  Bahamas
- +1 246 –  Barbados
- +1 264 –  Anguilla
- +1 268 –  Antigua und Barbuda
- +1 284 –  Britische Jungferninseln
- +1 340 –  Amerikanische Jungferninseln
- +1 345 –  Kaimaninseln
- +1 441 –  Bermuda
- +1 473 –  Grenada
- +1 649 –  Turks- und Caicosinseln
- +1 664 –  Montserrat
- +1 670 –  Nördliche Marianen
- +1 671 –  Guam
- +1 684 –  Amerikanisch-Samoa
- +1 721 –  Sint Maarten (früher +599)
- +1 758 –  St. Lucia
- +1 767 –  Dominica
- +1 784 –  St. Vincent und die Grenadinen
- +1 787, +1 939 –  Puerto Rico
- +1 808 –  Hawaii
- +1 809, +1 829, +1 849 –  Dominikanische Republik
- +1 868 –  Trinidad und Tobago
- +1 869 –  St. Kitts und Nevis
- +1 876 –  Jamaika

### Zone 2:Afrika, Atlantikinseln und Inseln im Indischen Ozean
- +20 –  Ägypten
- +21 – nicht mehr vergeben (zuvor: Maghreb) – ein gemeinsamer Nummernraum von Marokko, Algerien, Tunesien und Libyen war gescheitert; später um eine Ziffer erweitert und Nummern anderweitig genutzt[Anm 1][1]
- +210 – nicht mehr vergeben (war zuvor  Marokko zugeteilt, aber wurde nicht genutzt)
- +211 –  Südsudan (war zuvor  Marokko zugeteilt, aber wurde nicht genutzt)
- +212 –  Marokko
- +213 –  Algerien
- +214 – nicht mehr vergeben (war zuvor  Algerien zugeteilt, aber wurde nicht genutzt)
- +215 – nicht mehr vergeben (war zuvor  Algerien zugeteilt, aber wurde nicht genutzt)
- +216 –  Tunesien
- +217 – nicht mehr vergeben (war zuvor  Tunesien zugeteilt, aber wurde nicht genutzt)
- +218 –  Libyen
- +219 – nicht mehr vergeben (war zuvor  Libyen zugeteilt, aber wurde nicht genutzt)
- +220 –  Gambia
- +221 –  Senegal
- +222 –  Mauretanien
- +223 –  Mali
- +224 –  Guinea
- +225 –  Elfenbeinküste (Côte d’Ivoire)
- +226 –  Burkina Faso (ehem.  Obervolta)
- +227 –  Niger
- +228 –  Togo
- +229 –  Benin
- +230 –  Mauritius
- +231 –  Liberia
- +232 –  Sierra Leone
- +233 –  Ghana
- +234 –  Nigeria
- +235 –  Tschad
- +236 –  Zentralafrikanische Republik
- +237 –  Kamerun
- +238 –  Kap Verde
- +239 –  São Tomé und Príncipe
- +240 –  Äquatorialguinea
- +241 –  Gabun
- +242 –  Republik Kongo (Brazzaville)
- +243 –  Demokratische Republik Kongo (Kinshasa, ehem.  Zaire)
- +244 –  Angola
- +245 –  Guinea-Bissau
- +246 –  Britisches Territorium im Indischen Ozean (Diego-Garcia)
- +247 –  Ascension
- +248 –  Seychellen
- +249 –  Sudan (vor eigener Zuteilung inkl.  Südsudan)
- +250 –  Ruanda
- +251 –  Äthiopien
- +252 –  Somalia
- +253 –  Dschibuti
- +254 –  Kenia
- +255 –  Tansania
- +256 –  Uganda
- +257 –  Burundi
- +258 –  Mosambik
- +259 – nicht vergeben (vorgesehen für  Sansibar (heute in +255  Tansania integriert), niemals verwendet)
- +260 –  Sambia
- +261 –  Madagaskar
- +262 – Französische Gebiete im Indischen Ozean, darunter  Réunion,  Mayotte
- +263 –  Simbabwe
- +264 –  Namibia
- +265 –  Malawi
- +266 –  Lesotho
- +267 –  Botswana
- +268 –  Eswatini
- +269 –  Komoren
- +27 –  Südafrika
- +28 – nicht vergeben
- +290 –  St. Helena
  - +290 8 –  Tristan da Cunha (Ausnahme bildet Gough-Insel, verwendet +27 von  Südafrika)
- +291 –  Eritrea
- +292 – nicht vergeben
- +293 – nicht vergeben
- +294 – nicht vergeben
- +295 – nicht mehr vergeben (zuvor an  San Marino vergeben, aber nie genutzt und ausgelaufen, jetzt +378)
- +296 – nicht vergeben
- +297 –  Aruba
- +298 –  Färöer
- +299 –  Grönland

### Zonen 3 und 4:Europa
(Das Projekt der Europäischen Kommission vom 20. November 1996 namens Europäischer Nummerierungsplan mit ausschließlicher Nutzung der Zone 3 und einheitlich dreistelligen Vorwahlen (z. B. Deutschland +349 statt +49) wurde verworfen.)

#### Zone 3:West-,Süd-undOsteuropa
- +30 –  Griechenland
- +31 –  Niederlande
- +32 –  Belgien
- +33 –  Frankreich (ohne Überseegebiete)
- +34 –  Spanien
- +350 –  Gibraltar
- +351 –  Portugal
- +352 –  Luxemburg
- +353 –  Irland
- +354 –  Island
- +355 –  Albanien
- +356 –  Malta
- +357 –  Zypern
- +358 –  Finnland
- +359 –  Bulgarien
- +36 –  Ungarn
- +37 – Nummernraum um eine Ziffer erweitert und aufgeteilt (zuvor Telefonvorwahl der DDR , jetzt in +49 ( Deutschland) integriert)
- +370 –  Litauen
- +371 –  Lettland
- +372 –  Estland
- +373 –  Moldau
- +374 –  Armenien einschließlich  Arzach
- +375 –  Belarus
- +376 –  Andorra
- +377 –  Monaco
- +378 –  San Marino
- +379 –  Vatikanstadt (vorgesehen, noch nicht verwendet; derzeit über +39 06 ( Italien) zu erreichen)
- +38 – Nummernraum um eine Ziffer erweitert und aufgeteilt (zuvor:  Jugoslawien)
- +380 –  Ukraine ( Krim nur teilweise)[2]
- +381 –  Serbien
- +382 –  Montenegro
- +383 –  Kosovo
- +384 – nicht vergeben
- +385 –  Kroatien
- +386 –  Slowenien
- +387 –  Bosnien und Herzegowina
- +388 – von mehreren Ländern gemeinsam benutzter Nummernraum (derzeit noch reserviert, keine gültigen Zuteilungen bekannt)
  - +388 3 – nicht mehr vergeben (zuvor: Europäischer Telefonnummerierungsraum)[3]
- +389 –  Nordmazedonien
- +39 –  Italien
  - +39 06 –  Vatikanstadt innerhalb Italien (+379 reserviert, Zeitpunkt der Umstellung noch nicht bekanntgegeben)

#### Zone 4:Nord-undZentraleuropa
- +40 –  Rumänien
- +41 –  Schweiz
  - +41 75 – bis Ende 1999:  Liechtenstein innerhalb des Schweizer Nummernraums, jetzt +423
- +42 – Nummernraum um eine Ziffer erweitert und aufgeteilt (zuvor:  Tschechoslowakei)
- +420 –  Tschechien
- +421 –  Slowakei
- +422 – nicht vergeben
- +423 –  Liechtenstein
- +424 – nicht vergeben
- +425 – nicht vergeben
- +426 – nicht vergeben
- +427 – nicht vergeben
- +428 – nicht vergeben
- +429 – nicht vergeben
- +43 –  Österreich
- +44 –  Vereinigtes Königreich (inkl.  Isle of Man und Kanalinseln  Jersey und  Guernsey)
- +45 –  Dänemark, ohne  Färöer (+298), ohne  Grönland (+299)
- +46 –  Schweden
- +47 –  Norwegen
- +48 –  Polen
- +49 –  Deutschland

### Zone 5:Mexiko,ZentralamerikaundSüdamerika
- +500 –  Falklandinseln
- +501 –  Belize
- +502 –  Guatemala
- +503 –  El Salvador
- +504 –  Honduras
- +505 –  Nicaragua
- +506 –  Costa Rica
- +507 –  Panama
- +508 –  Saint-Pierre und Miquelon
- +509 –  Haiti
- +51 –  Peru
- +52 –  Mexiko
- +53 –  Kuba
- +54 –  Argentinien
- +55 –  Brasilien
- +56 –  Chile
- +57 –  Kolumbien
- +58 –  Venezuela
- +590 –  Guadeloupe,  St. Martin,  Saint-Barthélemy
- +591 –  Bolivien
- +592 –  Guyana
- +593 –  Ecuador
- +594 –  Französisch-Guayana
- +595 –  Paraguay
- +596 –  Martinique
- +597 –  Suriname
- +598 –  Uruguay
- +599 –  Bonaire,  Curaçao,  Saba und  Sint Eustatius (früher Teile der  Niederländischen Antillen)

### Zone 6:SüdostasienundOzeanien
- +60 –  Malaysia
- +61 –  Australien (inkl.  Kokosinseln und  Weihnachtsinsel)
- +62 –  Indonesien
- +63 –  Philippinen
- +64 –  Neuseeland
- +65 –  Singapur
- +66 –  Thailand
- +670 –  Osttimor (zuvor:  Nördliche Marianen, jetzt +1 670 im Nordamerikanischen Nummerierungsplan)
- +671 – nicht mehr vergeben (zuvor:  Guam, jetzt +1 671 im Nordamerikanischen Nummerierungsplan)
- +672 – Australische Außengebiete: Antarktis,  Norfolkinsel (zuvor:  Kokosinseln,  Weihnachtsinsel (Christmas Island), jetzt in +61 ( Australien) integriert; noch früher: Portugiesisch-Timor, zuerst in +62 für  Indonesien integriert, dann eigene Vorwahl  Osttimor +670)
- +673 –  Brunei
- +674 –  Nauru
- +675 –  Papua-Neuguinea
- +676 –  Tonga
- +677 –  Salomonen
- +678 –  Vanuatu
- +679 –  Fidschi
- +680 –  Palau (Belau)
- +681 –  Wallis und Futuna
- +682 –  Cookinseln
- +683 –  Niue
- +684 – nicht mehr vergeben (zuvor:  Amerikanisch-Samoa, jetzt +1 684 im Nordamerikanischen Nummerierungsplan)
- +685 –  Samoa
- +686 –  Kiribati, Gilbertinseln
- +687 –  Neukaledonien
- +688 –  Tuvalu, Elliceinseln
- +689 –  Französisch-Polynesien
- +690 –  Tokelau
- +691 –  Föderierte Staaten von Mikronesien
- +692 –  Marshallinseln
- +693 – nicht vergeben
- +694 – nicht vergeben
- +695 – nicht vergeben
- +696 – nicht vergeben
- +697 – nicht vergeben
- +698 – nicht vergeben
- +699 – nicht vergeben

### Zone 7: Russland und benachbarte Gebiete
- +7 –  Russland (Ortsvorwahlen: 30X, 34X, 35X, 38X, 39X, 40X-42X, 47X-49X, 81X-87X außer 840 und 869; Mobilfunk: 9XX außer 940 und 978) und russisch besetzte Gebiete
  - +7 –  Krim (russisch besetztes Gebiet in der  Ukraine, Ortsvorwahlen: 365 Autonome Republik Krim, 869 Sewastopol; Mobilfunk: 978)
  - +7 –  Abchasien (russisch besetztes Gebiet in  Georgien, Ortsvorwahl: 840; Mobilfunk: 940)
  - +7 –  Südossetien (russisch besetztes Gebiet in  Georgien)
- +7 –  Kasachstan (Ortsvorwahlen: 7XX; Mobilfunk: 6XX)[4]

### Zone 8:Ostasienund Sondernummern
- +800 – Internationale Free-Phone-Dienste
- +801 – nicht vergeben
- +802 – nicht vergeben
- +803 – nicht vergeben
- +804 – nicht vergeben
- +805 – nicht vergeben
- +806 – nicht vergeben
- +807 – nicht vergeben
- +808 – Internationale Service-Dienste
- +809 – nicht vergeben
- +81 –  Japan
- +82 –  Südkorea (Republik Korea)
- +83 – nicht vergeben
- +84 –  Vietnam
- +850 –  Nordkorea (Demokratische Volksrepublik Korea)
- +851 – nicht vergeben
- +852 –  Hongkong
- +853 –  Macau
- +854 – nicht vergeben
- +855 –  Kambodscha
- +856 –  Laos
- +857 – nicht vergeben
- +858 – nicht vergeben
- +859 – nicht vergeben
- +86 –  Volksrepublik China (ohne Macau und Hongkong)
- +870 – Inmarsat Single Number Access (SNAC), ersetzt +871, +872, +873, +874[5]
- +871 – nicht mehr vergeben (zuvor: Inmarsat für östlichen Atlantischen Ozean)
- +872 – nicht mehr vergeben (zuvor: Inmarsat für Pazifischen Ozean)
- +873 – nicht mehr vergeben (zuvor: Inmarsat für Indischen Ozean)
- +874 – nicht mehr vergeben (zuvor: Inmarsat für westlichen Atlantischen Ozean)
- +875 – reserviert für maritime Mobiltelefonie
- +876 – reserviert für maritime Mobiltelefonie
- +877 – reserviert für maritime Mobiltelefonie
- +878 – Persönliche Rufnummern (Universal Personal Telecommunication (UPT) services)
  - +878 10 – VISIONng ENUM
- +879 – reserviert für nationale mobile beziehungsweise maritime Aufgaben
- +880 –  Bangladesch
- +881 – Globales mobiles Satellitensystem
- +882 – Internationale Netzwerke
- +883 – Internationale Netzwerke (iNum)
- +884 – nicht vergeben
- +885 – nicht vergeben
- +886 –  Taiwan
- +887 – nicht vergeben
- +888 – OCHA, für Telecommunications for Disaster Relief (TDR)
- +889 – nicht vergeben
- +89 – nicht vergeben

### Zone 9:West-,Zentral-undSüdasien,Naher Osten
- +90 –  Türkei,  Türkische Republik Nordzypern
- +91 –  Indien
- +92 –  Pakistan
- +93 –  Afghanistan
- +94 –  Sri Lanka
- +95 –  Myanmar
- +960 –  Malediven
- +961 –  Libanon
- +962 –  Jordanien
- +963 –  Syrien
- +964 –  Irak
- +965 –  Kuwait
- +966 –  Saudi-Arabien
- +967 –  Jemen
- +968 –  Oman
- +969 – nicht mehr vergeben (zuvor:  Südjemen, jetzt in +967 ( Jemen) integriert)
- +970 –  Palästina
- +971 –  Vereinigte Arabische Emirate
- +972 –  Israel
- +973 –  Bahrain
- +974 –  Katar
- +975 –  Bhutan (zuvor: Hadramaut, in +969 ( Südjemen) integriert – jetzt in +967 ( Jemen) integriert)
- +976 –  Mongolei
- +977 –  Nepal
- +978 – nicht mehr vergeben (zuvor: Dubai, jetzt in +971 ( Vereinigte Arabische Emirate) integriert)
- +979 – Internationale Premium-Rate-Dienste (zuvor: Abu Dhabi, jetzt in +971 ( Vereinigte Arabische Emirate) integriert)
- +98 –  Iran
- +990 – nicht vergeben
- +991 – International Telecommunications Public Correspondence Service Trials (ITPCS)
- +992 –  Tadschikistan
- +993 –  Turkmenistan
- +994 –  Aserbaidschan
- +995 –  Georgien (ohne  Abchasien, ohne  Südossetien)
- +996 –  Kirgisistan
- +997 –  Kasachstan – zugeteilt, jedoch nicht genutzt[4]
- +998 –  Usbekistan
- +999 – nicht mehr vergeben (bis 2007 reserviert für Verwendung bei internationaler Katastrophenhilfe (Telecommunications for Disaster Relief (TDR)), jetzt unter +888)

## Alphabetisch sortiert
| Vorwahl | Land                                                                        |
| ------- | --------------------------------------------------------------------------- |
| A       |                                                                             |
| +7      | Abchasien                                                                   |
| +93     | Afghanistan                                                                 |
| +20     | Ägypten                                                                     |
| +355    | Albanien                                                                    |
| +213    | Algerien                                                                    |
| +1      | Amerikanisch-Samoa siehe NANP                                               |
| +376    | Andorra                                                                     |
| +244    | Angola                                                                      |
| +1      | Anguilla siehe NANP                                                         |
| +1      | Antigua und Barbuda siehe NANP                                              |
| +240    | Äquatorialguinea                                                            |
| +54     | Argentinien                                                                 |
| +374    | Armenien                                                                    |
| +297    | Aruba                                                                       |
| +247    | Ascension                                                                   |
| +994    | Aserbaidschan                                                               |
| +251    | Äthiopien                                                                   |
| +61     | Australien                                                                  |
| B       |                                                                             |
| +1      | Bahamas siehe NANP                                                          |
| +973    | Bahrain                                                                     |
| +880    | Bangladesch                                                                 |
| +1      | Barbados siehe NANP                                                         |
| +375    | Belarus                                                                     |
| +32     | Belgien                                                                     |
| +501    | Belize                                                                      |
| +229    | Benin                                                                       |
| +1      | Bermuda siehe NANP                                                          |
| +975    | Bhutan                                                                      |
| +591    | Bolivien                                                                    |
| +599    | Bonaire                                                                     |
| +387    | Bosnien und Herzegowina                                                     |
| +267    | Botswana                                                                    |
| +55     | Brasilien                                                                   |
| +673    | Brunei                                                                      |
| +359    | Bulgarien                                                                   |
| +226    | Burkina Faso                                                                |
| +257    | Burundi                                                                     |
| C       |                                                                             |
| +56     | Chile                                                                       |
| +86     | Volksrepublik China                                                         |
| +682    | Cookinseln                                                                  |
| +506    | Costa Rica                                                                  |
| +599    | Curaçao                                                                     |
| D       |                                                                             |
| +45     | Dänemark                                                                    |
| +49     | Deutschland                                                                 |
| +1      | Dominica siehe NANP                                                         |
| +1      | Dominikanische Republik siehe NANP                                          |
| +253    | Dschibuti                                                                   |
| E       |                                                                             |
| +593    | Ecuador                                                                     |
| +503    | El Salvador                                                                 |
| +225    | Elfenbeinküste (Côte d’Ivoire)                                              |
| +291    | Eritrea                                                                     |
| +372    | Estland                                                                     |
| +268    | Eswatini                                                                    |
| +3883   | Europäischer Telefonnummerierungsraum (bis 2010)                            |
| F       |                                                                             |
| +500    | Falklandinseln                                                              |
| +298    | Färöer                                                                      |
| +679    | Fidschi                                                                     |
| +358    | Finnland                                                                    |
| +33     | Frankreich (ohne Überseegebiete)                                            |
| +594    | Französisch-Guayana                                                         |
| +689    | Französisch-Polynesien                                                      |
| G       |                                                                             |
| +241    | Gabun                                                                       |
| +220    | Gambia                                                                      |
| +995    | Georgien (ohne Abchasien)                                                   |
| +233    | Ghana                                                                       |
| +350    | Gibraltar                                                                   |
| +1      | Grenada siehe NANP                                                          |
| +30     | Griechenland                                                                |
| +299    | Grönland                                                                    |
| +44     | Vereinigtes Königreich (auch Isle of Man, Kanalinseln, Guernsey und Jersey) |
| +590    | Guadeloupe                                                                  |
| +1      | Guam siehe NANP                                                             |
| +502    | Guatemala                                                                   |
| +224    | Guinea                                                                      |
| +245    | Guinea-Bissau                                                               |
| +592    | Guyana                                                                      |
| H       |                                                                             |
| +509    | Haiti                                                                       |
| +1      | Hawaii siehe NANP                                                           |
| +504    | Honduras                                                                    |
| +852    | Hongkong                                                                    |
| I       |                                                                             |
| +91     | Indien                                                                      |
| +62     | Indonesien                                                                  |
| +964    | Irak                                                                        |
| +98     | Iran                                                                        |
| +353    | Irland                                                                      |
| +354    | Island                                                                      |
| +972    | Israel                                                                      |
| +39     | Italien                                                                     |
| J       |                                                                             |
| +1      | Jamaika siehe NANP                                                          |
| +81     | Japan                                                                       |
| +967    | Jemen                                                                       |
| +962    | Jordanien                                                                   |
| K       |                                                                             |
| +1      | Kaimaninseln siehe NANP                                                     |
| +855    | Kambodscha                                                                  |
| +237    | Kamerun                                                                     |
| +1      | Kanada siehe NANP                                                           |
| +238    | Kap Verde                                                                   |
| +7      | Kasachstan                                                                  |
| +974    | Katar                                                                       |
| +254    | Kenia                                                                       |
| +996    | Kirgisistan                                                                 |
| +686    | Kiribati (Gilbertinseln)                                                    |
| +61     | Kokosinseln                                                                 |
| +57     | Kolumbien                                                                   |
| +269    | Komoren                                                                     |
| +242    | Republik Kongo (Brazzaville)                                                |
| +243    | Demokratische Republik Kongo (Kinshasa, ehem. Zaire)                        |
| +850    | Korea, Demokratische Volksrepublik siehe Nordkorea                          |
| +82     | Korea, Republik siehe Südkorea                                              |
| +383    | Kosovo                                                                      |
| +385    | Kroatien                                                                    |
| +53     | Kuba                                                                        |
| +965    | Kuwait                                                                      |
| L       |                                                                             |
| +856    | Laos                                                                        |
| +266    | Lesotho                                                                     |
| +371    | Lettland                                                                    |
| +961    | Libanon                                                                     |
| +231    | Liberia                                                                     |
| +218    | Libyen                                                                      |
| +423    | Liechtenstein                                                               |
| +370    | Litauen                                                                     |
| +352    | Luxemburg                                                                   |
| M       |                                                                             |
| +853    | Macau                                                                       |
| +261    | Madagaskar                                                                  |
| +265    | Malawi                                                                      |
| +60     | Malaysia                                                                    |
| +960    | Malediven                                                                   |
| +223    | Mali                                                                        |
| +356    | Malta                                                                       |
| +212    | Marokko                                                                     |
| +692    | Marshallinseln                                                              |
| +596    | Martinique                                                                  |
| +222    | Mauretanien                                                                 |
| +230    | Mauritius                                                                   |
| +262    | Mayotte                                                                     |
| +52     | Mexiko                                                                      |
| +691    | Föderierte Staaten von Mikronesien                                          |
| +373    | Moldau                                                                      |
| +377    | Monaco                                                                      |
| +976    | Mongolei                                                                    |
| +382    | Montenegro                                                                  |
| +1      | Montserrat siehe NANP                                                       |
| +258    | Mosambik                                                                    |
| +95     | Myanmar                                                                     |
| N       |                                                                             |
| +264    | Namibia                                                                     |
| +674    | Nauru                                                                       |
| +977    | Nepal                                                                       |
| +687    | Neukaledonien                                                               |
| +64     | Neuseeland                                                                  |
| +505    | Nicaragua                                                                   |
| +31     | Niederlande                                                                 |
| +227    | Niger                                                                       |
| +234    | Nigeria                                                                     |
| +683    | Niue                                                                        |
| +850    | Nordkorea                                                                   |
| +389    | Nordmazedonien                                                              |
| +90     | Nordzypern siehe Türkische Republik Nordzypern                              |
| +6723   | Norfolkinsel                                                                |
| +47     | Norwegen                                                                    |
| O       |                                                                             |
| +968    | Oman                                                                        |
| +43     | Österreich                                                                  |
| +670    | Osttimor                                                                    |
| P       |                                                                             |
| +92     | Pakistan                                                                    |
| +970    | Palästina                                                                   |
| +680    | Palau                                                                       |
| +507    | Panama                                                                      |
| +675    | Papua-Neuguinea                                                             |
| +595    | Paraguay                                                                    |
| +51     | Peru                                                                        |
| +63     | Philippinen                                                                 |
| +649    | Pitcairninseln                                                              |
| +48     | Polen                                                                       |
| +351    | Portugal                                                                    |
| +1      | Puerto Rico siehe NANP                                                      |
| R       |                                                                             |
| +262    | Réunion                                                                     |
| +250    | Ruanda                                                                      |
| +40     | Rumänien                                                                    |
| +7      | Russland                                                                    |
| S       |                                                                             |
| +599    | Saba                                                                        |
| +508    | Saint-Pierre und Miquelon                                                   |
| +677    | Salomonen                                                                   |
| +260    | Sambia                                                                      |
| +685    | Samoa                                                                       |
| +378    | San Marino                                                                  |
| +239    | São Tomé und Príncipe                                                       |
| +966    | Saudi-Arabien                                                               |
| +46     | Schweden                                                                    |
| +41     | Schweiz                                                                     |
| +221    | Senegal                                                                     |
| +381    | Serbien                                                                     |
| +248    | Seychellen                                                                  |
| +232    | Sierra Leone                                                                |
| +263    | Simbabwe                                                                    |
| +65     | Singapur                                                                    |
| +599    | Sint Eustatius                                                              |
| +1      | Sint Maarten siehe NANP                                                     |
| +421    | Slowakei                                                                    |
| +386    | Slowenien                                                                   |
| +252    | Somalia                                                                     |
| +34     | Spanien                                                                     |
| +94     | Sri Lanka                                                                   |
| +290    | St. Helena Tristan da Cunha                                                 |
| +1      | St. Kitts und Nevis siehe NANP                                              |
| +1      | St. Lucia siehe NANP                                                        |
| +1      | St. Vincent und die Grenadinen siehe NANP                                   |
| +27     | Südafrika                                                                   |
| +249    | Sudan                                                                       |
| +211    | Südsudan                                                                    |
| +82     | Südkorea                                                                    |
| +7      | Südossetien                                                                 |
| +597    | Suriname                                                                    |
| +963    | Syrien                                                                      |
| T       |                                                                             |
| +992    | Tadschikistan                                                               |
| +886    | Taiwan                                                                      |
| +255    | Tansania                                                                    |
| +66     | Thailand                                                                    |
| +228    | Togo                                                                        |
| +690    | Tokelau                                                                     |
| +676    | Tonga                                                                       |
| +1      | Trinidad und Tobago siehe NANP                                              |
| +235    | Tschad                                                                      |
| +420    | Tschechien                                                                  |
| +216    | Tunesien                                                                    |
| +90     | Türkei                                                                      |
| +90     | Türkische Republik Nordzypern                                               |
| +993    | Turkmenistan                                                                |
| +1      | Turks- und Caicosinseln siehe NANP                                          |
| +688    | Tuvalu (Ellice Islands)                                                     |
| U       |                                                                             |
| +256    | Uganda                                                                      |
| +380    | Ukraine (russisch besetzte Gebiete +7)                                      |
| +36     | Ungarn                                                                      |
| +598    | Uruguay                                                                     |
| +1      | USA siehe NANP                                                              |
| +998    | Usbekistan                                                                  |
| V       |                                                                             |
| +678    | Vanuatu                                                                     |
| +379    | Vatikanstadt (zurzeit noch +39 mit Italien)                                 |
| +58     | Venezuela                                                                   |
| +971    | Vereinigte Arabische Emirate                                                |
| +44     | Vereinigtes Königreich                                                      |
| +84     | Vietnam                                                                     |
| W       |                                                                             |
| +681    | Wallis und Futuna                                                           |
| +61     | Weihnachtsinsel                                                             |
| Z       |                                                                             |
| +236    | Zentralafrikanische Republik                                                |
| +357    | Zypern (ohne Türkische Republik Nordzypern)                                 |